# Rayquaza
Rayquaza és una de les espècies que apareixen a la franquícia Pokémon. És de tipus drac i volador. El paper de Rayquaza en el mite de la creació de Hoenn, una regió del món de Pokémon, beu de la mitologia hebrea.